# Brug 536
Brug 536 is een bouwkundig kunstwerk in het Amsterdamse Bos. Het Amsterdamse Bos maakt onderdeel uit van de gemeente Amstelveen, maar de gemeente Amsterdam voert het beheer.
De brug stamt vanuit de inrichting van het Amsterdamse Bos, eind jaren dertig. De brug werd gelijk met zusterbrug brug 537 gebouwd, ook brug 539 werd toen gebouwd. Het drietal werd aanbesteed op 26 september 1938. In november van datzelfde begonnen de bouwwerkzaamheden. De architect Piet Kramer van de Dienst der Publieke Werken was verantwoordelijk voor het ontwerp. Bruggen 536 en 537 wijken sterk af van de overigen bruggen in het bos. Ze werd gebouwd in wat toen al een doorgaande route voor “snelverkeer” was, de Burgemeester A. Colijnweg en over wat later bekend werd als de Nieuwe Meerlaan. Via de onderdoorgang in het viaduct werd een verbinding gemaakt tussen het noordelijk en zuidelijk deel van het bos. Brug 536 heeft alle uiterlijke tekenen van een Kramerbrug. Ze is gebouwd in de stijl van de Amsterdamse School met afwisseling van bak- en natuursteen (sluit- en dekstenen). Bijzonder aan de brug is dat het een combinatie betreft van plaat- en liggerbrug. De betonnen plaat wordt gedragen door stalen liggers de brugliggers. Die brugliggers worden ondersteund door stalen brugpijlers met juk. Die brugpijlers staan overigens niet in het midden van de overspanning. De drie pijlers vormen samen een soort portaal. Opvallend daarbij is de middelste brugpijler die van boven naar beneden taps uitgevoerd is. Geïntegreerd is een trap met granieten treden. Ten aanzien van de leuningen kent de brug twee stijlen. De daadwerkelijke brugleuning zijn uitgevoerd in zwaar siersmeedwerk, zoals hij die ook ontwierp voor de binnenstad. De leuningen als onderscheid tussen onderliggende paden en watergang is uitgevoerd conform de betonnen bruggen die Kramer uitwierp voor het park. Bijzonder is ook de balustrade tussen Nieuwe Meerlaan en de sloot daarnaast. Het is een bakstenen muur met rollaag en bewerkte granieten sluitstenen, ook te vinden in de balustraden op de brug.
Ongeveer parallel aan de brug ligt even zuidelijker de bosbrug brug 546.

In 1958 werd het rijdek-profiel van zowel brug 536 als 537 aangepast onder beheer van Rijkswaterstaat.
In 1999 werden alle bruggen in het Amsterdamse Bos door MTD Landschapsarchitecten in opdracht van de gemeente onderzocht op hun cultureel belang. Zij vonden brug 536 een architectonisch waardevolle brug, passend binnen het Kramer-oeuvre. Een groot minpunt was het aantal verkeersborden dat de brug omringde. Tevens vond het bureau de rijksweg 9 te opdringerig. 
De brug werd door de gemeente Amstelveen tot gemeentelijk monument verklaard, mede doordat het een geheel eigen karakter heeft. De bovenzijde maakt eigenlijk geen deel uit van het bos (Burgemeester A. Colijnweg), de onderzijde juist wel. De daar liggende voet- en fietspaden en watergang vormen de verbinding noord-zuid.
In de periode 2021 tot 2026 zijn er grote werkzaamheden rondom brug 536 en brug 537. Rijksweg 9 zal verlegd en verbreed worden van drie naar vier rijstroken beide richtingen. Daarvoor moeten ter plaatse nieuwe kunstwerken gebouwd worden. De werkzaamheden vormen onderdeel van het Project Schiphol-Amsterdam-Almere.

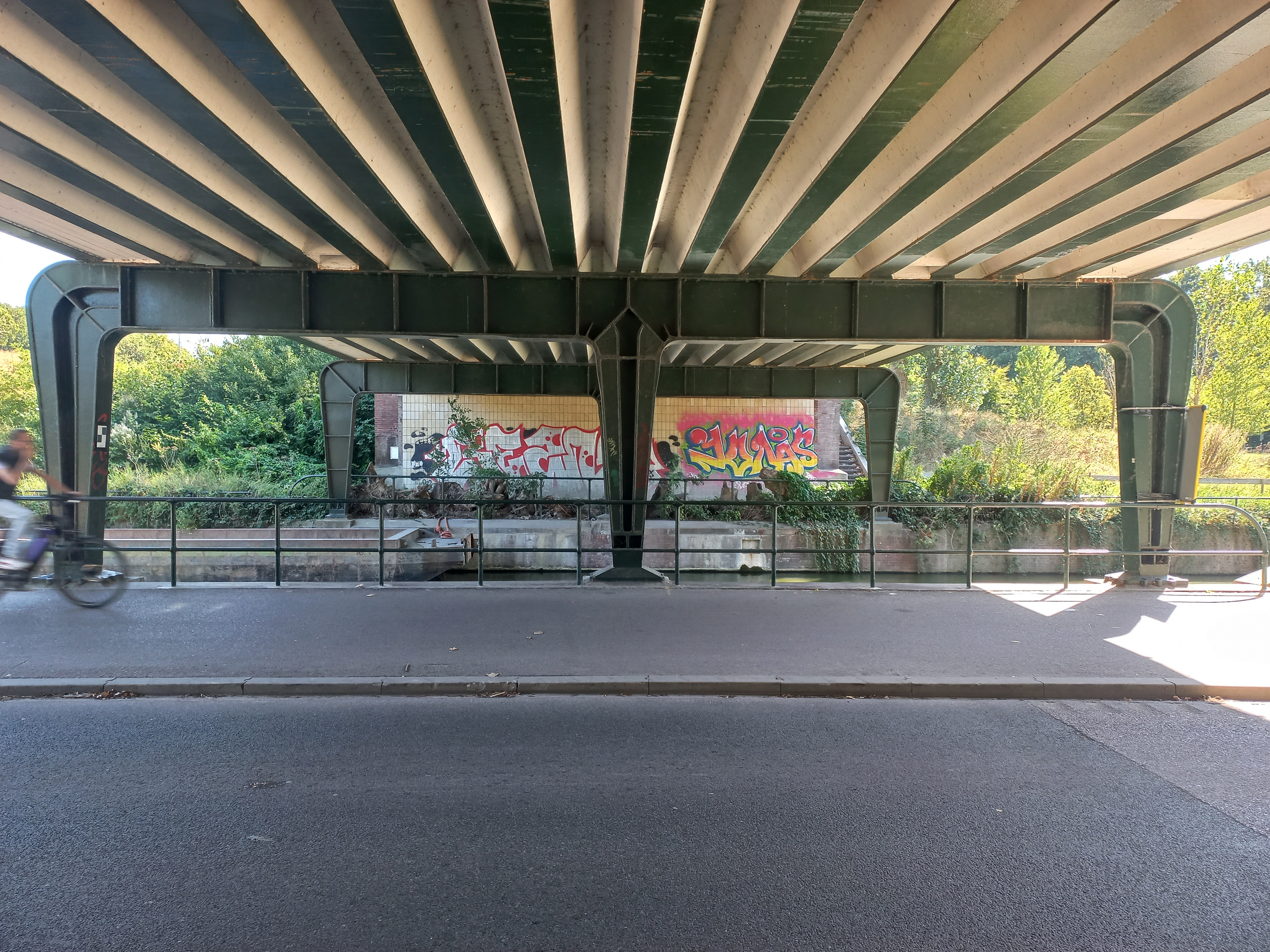
Onderkant brug 536 (augustus 2022)

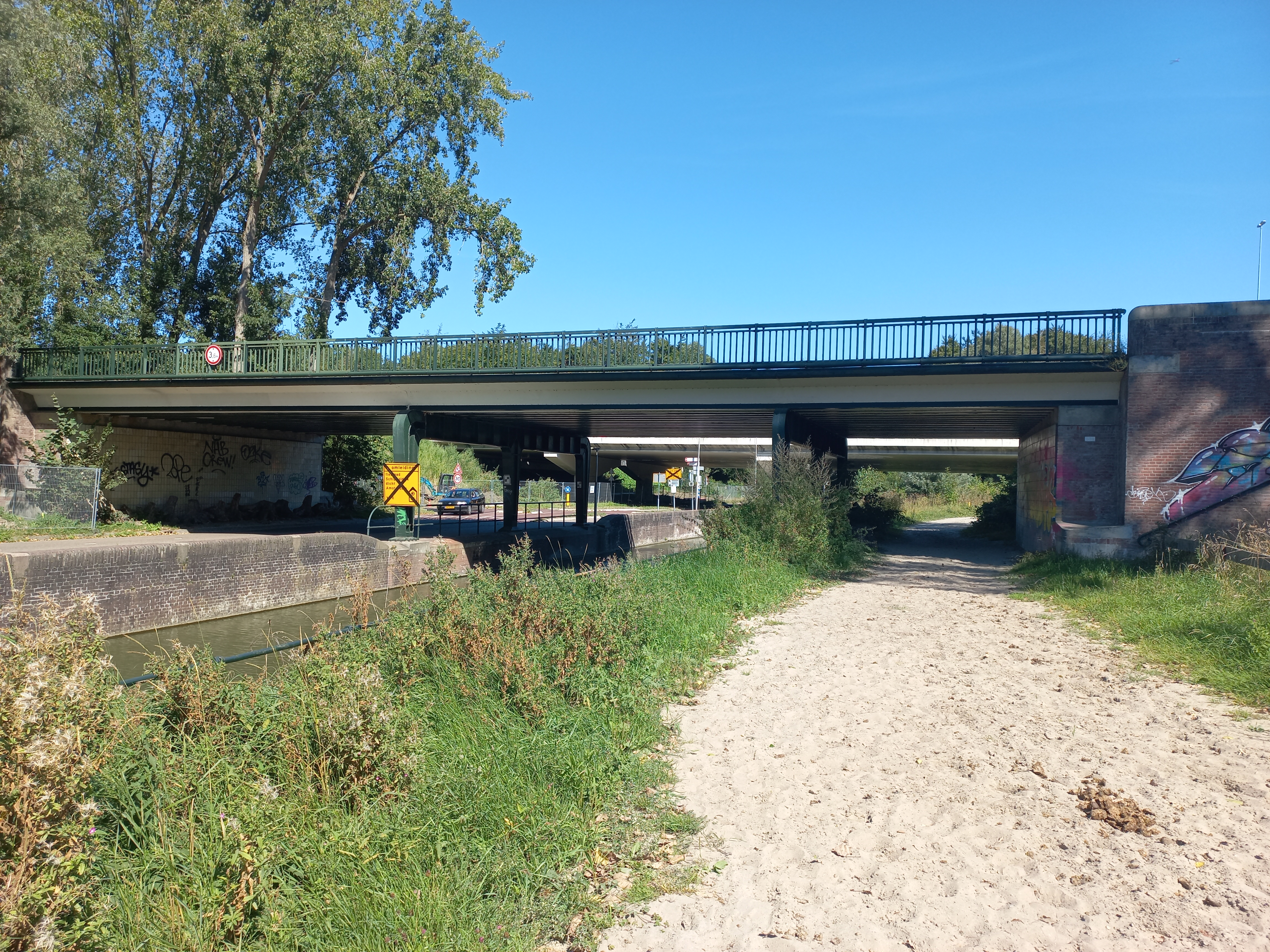
Zijaanzicht op brug 536 vanuit het zuiden (augustus 2022)

<<< · 500 · 501 ·  503 · 504 · 505 · 506 · 507 · 508 · 509 · 510 · 511 · 512 · 513 · 514 · 515 · 516 · 517 · 518 · 519 · 520 · 521 · 522 · 523 · 525 · 526 · 527 · 528 · 530 · 531 · 532 · 533 · 534 · 535 · 536 · 537 · 538 · 539 · 540 · 541 · 542 · 543 · 544 · 545 · 546 · 547 · 548 · 549 · 550 · 551 · 552 · 553 · 554 · 555 · 556 · 557 · 558 · 559 · 560 · 561 · 562 · 563 · 564 · 565 · 566 · 567 · 569 · 571 · 572 · 573 · 575 · 577 · 578 · 580 · 581 · 582 · 583 · 584 · 586 · 587 · 589 · 590 · 591 · 592 · 593 · 594 · >>>
Brugnummers 502, 524, 529, 568, 570, 574, 576, 579, 585, 588, 595, 596, 597, 598, 599 zijn niet (meer) vergeven.